# 3rd Maryland Infantry, Potomac Home Brigade
La 3rd Maryland Infantry, Potomac Home Brigade est un régiment d'infanterie qui a servi dans l'armée de l'Union pendant la guerre de Sécession.

## Service
Le 3rd Maryland Infantry, Potomac Home Brigade est organisé à Cumberland, Hagerstown, et à Baltimore, dans le Maryland, à partir du 31 octobre 1861, et entre en service le 20 mai 1862, pendant trois ans, sous le commandement du colonel Henry C. Rizer. Les compagnies I et K sont organisées à Ellicott s Mills et de Monrovia, au Maryland, en avril et en mai 1864.
Le régiment est affecté au district ferroviaire de Virginie-Occidentale jusqu'en janvier 1862. Il est dans la division de Lander de l'armée du Potomac, jusqu'en mars 1862. Il est dans le district ferroviaire du département de la  montagne jusqu'en juillet 1862. Il appartient à la brigade ferroviaire du VIIIe corps dans le département du milieu jusqu'en septembre 1862. Il est à Harper's Ferry, en Virginie en septembre 1862 et à Annapolis dans le VIIIe corps jusqu'en juillet 1863. Il appartient à la troisième brigade séparée duVIIIe corps jusqu'en octobre 1863 puis à la première brigade séparée du VIIIe corps jusqu'en juillet 1864. Le régiment est affecté à la brigade indépendante du John R. Kenly du VIe corps, de l'armée de la Shenandoah, jusqu'en août 1864 puis à la brigade de Kenly de la division de réserve en Virginie-Occidentale jusqu'en octobre 1864. Il est dans la division de réserve en Virginie-Occidentale jusqu'en avril 1865. Il est dans la première brigade de la première division, en Virginie-Occidentale jusqu'au le 29 mai 1865.
Le 3rd Maryland Infantry, Potomac Home Brigade quitte le service, à Baltimore, le 29 mai 1865.

## Service détaillé
Le régiment est affecté à un service de garde du chemin de fer sur le haut Potomac dans le Maryland et en Virginie. Il participe à une action à Grass Lick, en Virginie-Occidentale le 23 avril 1862. Il est à Wardensville le 7 mai et à Franklin du 10 au 12 mai. Il est ensuite à Moorefield lien 29 juin. Le régiment fait partie des troupes assiégées à Harper's Ferry en Virginie-Occidentale du 12 au 15 septembre et se rend le 15 septembre et est libéré sur parole le 16 septembre et envoyé à Annapolis, dans le Maryland. Il sert à Annapolis, et à la défense de Baltimore jusqu'en juin 1863. Il garde la branche de Washington, du chemin de fer de Baltimore & de l'Ohio du 28 juin au 10 juillet. Il est à Annapolis, au relais de station, à Annapolis Junction et sur la Monocacy jusqu'en juillet 1864. Il participe aux opérations de contre l'invasion d'Early du Maryland en juillet 1864. Il est à Frederic City les 7 et 8 juillet. Il participe à la bataille de Monocacy le 9 juillet. Il participe à la poursuite d'Early jusqu'au 30 juillet. Il est à Snicker's Gap le 18 juillet et à Bolivar Heights le 6 août. Il est à Halltown le 8 août et à Charlestown le 9 août. Il est ensuite à Berryville le 13 août et effectue un service dans le district de Harper's Ferry, en Virginie-Occidentale, jusqu'en mai 1865. Il reçoit l'ordre de partir pour Baltimore, le 12 mai.

## Commandants
- Colonel Henry C. Rizer
- Colonel Stephen Wheeler Downey
- Colonel Charles Gilpin

## Pertes
Le régiment perd un total de 83 hommes au cours de son service ; 1 officier et 8 soldats tués ou blessés mortellement, 1 officier et 73 soldats morts de maladie.